# Ralytupa flavida
Ralytupa flavida är en tvåvingeart som först beskrevs av Loïc Matile 1970.  Ralytupa flavida ingår i släktet Ralytupa och familjen platthornsmyggor. Inga underarter finns listade i Catalogue of Life.